# Leichtathletik-U23-Europameisterschaften 2021
| Medaillenspiegel (Endstand nach 44 Entscheidungen) | Medaillenspiegel (Endstand nach 44 Entscheidungen) | Medaillenspiegel (Endstand nach 44 Entscheidungen) | Medaillenspiegel (Endstand nach 44 Entscheidungen) | Medaillenspiegel (Endstand nach 44 Entscheidungen) | Medaillenspiegel (Endstand nach 44 Entscheidungen) |
| Platz                                              | Nation                                             | Gold                                               | Silber                                             | Bronze                                             | Gesamt                                             |
| -------------------------------------------------- | -------------------------------------------------- | -------------------------------------------------- | -------------------------------------------------- | -------------------------------------------------- | -------------------------------------------------- |
| 01                                                 | Italien                                            | 6                                                  | 5                                                  | 2                                                  | 13                                                 |
| 02                                                 | Deutschland                                        | 6                                                  | 4                                                  | 2                                                  | 12                                                 |
| 03                                                 | Tschechien                                         | 4                                                  | 1                                                  | 0                                                  | 5                                                  |
| 04                                                 | Spanien                                            | 3                                                  | 7                                                  | 5                                                  | 15                                                 |
| 05                                                 | Frankreich                                         | 3                                                  | 6                                                  | 8                                                  | 17                                                 |
| 06                                                 | Niederlande                                        | 3                                                  | 1                                                  | 2                                                  | 6                                                  |
| 07                                                 | Schweiz                                            | 3                                                  | 0                                                  | 2                                                  | 5                                                  |
| 08                                                 | Türkei                                             | 2                                                  | 2                                                  | 1                                                  | 5                                                  |
| 09                                                 | Großbritannien                                     | 2                                                  | 1                                                  | 5                                                  | 8                                                  |
| 10                                                 | Polen                                              | 2                                                  | 1                                                  | 2                                                  | 5                                                  |
| …                                                  |                                                    |                                                    |                                                    |                                                    |                                                    |
| Gesamt                                             | Gesamt                                             | 44                                                 | 45                                                 | 44                                                 | 133                                                |
| Vollständiger Medaillenspiegel                     |                                                    |                                                    |                                                    |                                                    |                                                    |

Die 13. Leichtathletik-U23-Europameisterschaften fanden vom 8. bis 11. Juli 2021 im Kadriorg-Stadion der estnischen Hauptstadt Tallinn statt. Es war das zweite Mal nach 2015, dass die U23-EM in Tallinn ausgetragen wurde.
Ursprünglich sollte die Stadt Bergen in Norwegen der Ausrichter sein, sie musste aber auf Grund der COVID-19-Pandemie und den strengen norwegischen Quarantäneregelungen bei der Einreise zurücktreten. Tallinn sprang daraufhin ein.

## Teilnehmer
46 europäische Nationen und eine aus Asien sowie Autorisierte neutrale Athleten (ANA) und ein Flüchtlingsteam (englisch Athlete Refugee Team) (ART) mit insgesamt über 1.000 Athletinnen und Athleten wurden erwartet.
Mit Stand 6. Juli war das ART nicht mehr dabei und insgesamt hatten 1.180 Sportlerinnen und Sportlern (580 w und 600 m) gemeldet.
Der estnische Leichtathletikverband Eesti Kergejõustikuliit (EKJL) des Gastgeberlandes stellte eine 25-köpfige Mannschaft (8 w und 17 m) auf.
Aus dem deutschsprachigen Raum nominierte der Deutsche Leichtathletik-Verband (DLV) 65 Athletinnen und Athleten (37 w und 28 m) die in 32 der 44 Entscheidungen antreten sollten. Der Schweizer Leichtathletikverband Swiss Athletics entsandte eine Rekorddelegation von 44 Sportlerinnen und Sportlern (24 w und 20 m) die sich auf sämtliche Disziplinengruppen verteilen. Mit 15 Nominierten (12 w und 3 m) war der Österreichische Leichtathletik-Verband (ÖLV) vertreten. Die Delegation der Fédération Luxembourgeoise d’Athlétisme (FLA) bestand aus zwei Personen (w und m). Der Liechtensteiner Leichtathletikverband (LLV) war nicht vertreten.

## Ergebnisse

### Frauen

#### 100 m
| Platz | Athletin               | Land | Zeit (s) |
| ----- | ---------------------- | ---- | -------- |
| 1     | Lilly Kaden            | GER  | 11,36    |
| 2     | Rani Rosius            | BEL  | 11,43    |
| 3     | Kristal Awuah          | GBR  | 11,44    |
| 4     | Jaël Bestué            | ESP  | 11,52    |
| 5     | Vittoria Fontana       | ITA  | 11,58    |
| 6     | Cynthia Reinle         | SUI  | 11,65    |
| 7     | Klaudia Adamek         | POL  | 11,69    |
| 8     | Patrizia van der Weken | LUX  | 11,73    |

Finale: 9. Juli, 20:47 Uhr
Wind: −1,3 m/s
Weitere Teilnehmerinnen aus deutschsprachigen Ländern:
 Magdalena Lindner – 8. Platz im Halbfinale mit 11,41 s

 Keshia Beverly Kwadwo – 10. Platz in 11,45 s

 Nathacha Kouni – 24. Platz in 11,90 s

 Michelle Gloor – 30. Platz in 11,91 s

#### 200 m
| Platz | Athletin             | Land | Zeit (s)    |
| ----- | -------------------- | ---- | ----------- |
| 1     | Dalia Kaddari        | ITA  | 22,64 EU23L |
| 2     | Sophia Junk          | GER  | 22,87 PB    |
| 3     | Gémima Joseph        | FRA  | 22,97       |
| 4     | Talea Prepens        | GER  | 23,15 PB    |
| 5     | Kiah Dubarry-Gay     | GBR  | 23,32       |
| 6     | Eleonora Ricci       | ITA  | 23,41       |
| 7     | Marina Andreea Baboi | ROU  | 23,48 PB    |
| 8     | Mizgin Ay            | TUR  | 23,74       |

Finale: 10. Juli, 20:45 Uhr
Wind: −0,4 m/s
Weitere Teilnehmerin aus deutschsprachigen Ländern:
 Léonie Pointet – 17. Platz in 23,97 s

#### 400 m
| Platz | Athletin         | Land | Zeit (s)    |
| ----- | ---------------- | ---- | ----------- |
| 1     | Lada Vondrová    | CZE  | 51,19 PB    |
| 2     | Barbora Malíková | CZE  | 51,23 =PB   |
| 3     | Silke Lemmens    | SUI  | 52,09 NU23R |
| 4     | Sokhna Lacoste   | FRA  | 52,19 PB    |
| 5     | Mona Mayer       | GER  | 52,25 PB    |
| 6     | Kinga Gacka      | POL  | 52,53 PB    |
| 7     | Mette Baas       | FIN  | 53,26 PB    |
| 8     | Samantha Zago    | ITA  | 53,57       |

Finale: 10. Juli, 18:15 Uhr
Weitere Teilnehmerinnen aus deutschsprachigen Ländern:
 Luna Thiel – 13. Platz in 54,35 s

 Veronica Vancardo – 19. Platz in 54,89 s

 Julia Niederberger – 21. Platz in 54,96 s =PB

#### 800 m
| Platz | Athletin        | Land | Zeit (min) |
| ----- | --------------- | ---- | ---------- |
| 1     | Isabelle Boffey | GBR  | 2:01,80    |
| 2     | Eloisa Coiro    | ITA  | 2:02,07 PB |
| 3     | Wilma Nielsen   | SWE  | 2:02,29 PB |
| 4     | Khahisa Mhlanga | GBR  | 2:04,05    |
| 5     | Daniela García  | ESP  | 2:04,13 PB |
| 6     | Delia Sclabas   | SUI  | 2:04,35    |
| 7     | Gaël De Coninck | SWE  | 2:05,39    |
| –     | Adrianna Czapla | POL  | DNF        |

Finale: 10. Juli, 19:00 Uhr
Weitere Teilnehmerin aus deutschsprachigen Ländern:
 Majtie Kolberg – 10. Platz in 2:04,52 min

#### 1500 m
| Platz | Athletin            | Land | Zeit (min) |
| ----- | ------------------- | ---- | ---------- |
| 1     | Gaia Sabbatini      | ITA  | 4:13,98    |
| 2     | Marta Zenoni        | ITA  | 4:14,50    |
| 3     | Erin Wallace        | GBR  | 4:14,85    |
| 4     | Águeda Muñoz        | ESP  | 4:14,87    |
| 5     | Eliza Megger        | POL  | 4:15,07    |
| 6     | Stephanie Cotter    | IRL  | 4:17,21    |
| 7     | Klaudia Kazimierska | POL  | 4:17,47    |
| 8     | Bérénice Fulchiron  | FRA  | 4:18,62    |

Finale: 11. Juli, 17:15 Uhr
Weitere Teilnehmerin aus deutschsprachigen Ländern:
 Joceline Wind – 10. Platz in 4:19,57 min

#### 5000 m
| Platz | Athletin          | Land | Zeit (min) |
| ----- | ----------------- | ---- | ---------- |
| 1     | Nadia Battocletti | ITA  | 15:37,4    |
| 2     | Klara Lukan       | SLO  | 15:44,0    |
| 3     | Diane van Es      | NED  | 15:48,4    |
| 4     | Isabel Barreiro   | ESP  | 15:51,3    |
| 5     | Manon Trapp       | FRA  | 15:52,7    |
| 6     | Cristina Ruiz     | ESP  | 15:54,8    |
| 7     | Alessia Zarbo     | FRA  | 15:57,9    |
| 8     | Izzy Fry          | GBR  | 16:01,6    |

Finale: 11. Juli, 17:55 Uhr

#### 10.000 m
| Platz | Athletin          | Land | Zeit (min)     |
| ----- | ----------------- | ---- | -------------- |
| 1     | Jasmijn Lau       | NED  | 32:30,49 EU23L |
| 2     | Anna Arnaudo      | ITA  | 32:36,98 NU23R |
| 3     | Lisa Oed          | GER  | 33:35,99 PB    |
| 4     | Gaia Colli        | ITA  | 33:44,90 PB    |
| 5     | Bohdana Semjonowa | UKR  | 33:49,59 SB    |
| 6     | Eva Dieterich     | GER  | 33:56,30       |
| 7     | Beata Topka       | POL  | 34:05,78       |
| 8     | Eleanor Bolton    | GBR  | 34:06,67       |

9. Juli, 19:40 Uhr
Weitere Teilnehmerinnen aus deutschsprachigen Ländern:
 Alina Sönning – 13. Platz in 35:00,46 min PB

 Linn Lara Kleine – DNF

#### 100 m Hürden
| Platz | Athletin            | Land | Zeit (s) |
| ----- | ------------------- | ---- | -------- |
| 1     | Pia Skrzyszowska    | POL  | 12,77 PB |
| 2     | Cyréna Samba-Mayela | FRA  | 12,80    |
| 3     | Klaudia Wojtunik    | POL  | 12,97 PB |
| 4     | Zoë Sedney          | NED  | 13,14    |
| 5     | Sacha Alessandrini  | FRA  | 13,15    |
| 6     | Laëticia Bapté      | FRA  | 13,27    |
| 7     | Markéta Štolová     | CZE  | 13,28 SB |
| 8     | Anastasia Davies    | GBR  | 13,53    |

Finale: 10. Juli, 17:45 Uhr
Wind: −0,9 m/s
Weitere Teilnehmerin aus deutschsprachigen Ländern:
 Larissa Bertényi – 26. Platz in 13,92 s

#### 400 m Hürden
| Platz | Athletin         | Land | Zeit (s)    |
| ----- | ---------------- | ---- | ----------- |
| 1     | Emma Zapletalová | SVK  | 54,28 CR NR |
| 2     | Sara Gallego     | ESP  | 55,20 NR    |
| 3     | Yasmin Giger     | SUI  | 55,25 NU23R |
| 4     | Viivi Lehikoinen | FIN  | 55,42 NU23R |
| 5     | Janka Molnár     | HUN  | 56,63       |
| 6     | Carla García     | ESP  | 56,90       |
| 7     | Shana Grebo      | FRA  | 56,91       |
| 8     | Nikoleta Jíchová | CZE  | 57,30       |

Finale: 10. Juli, 16:25 Uhr
Weitere Teilnehmerinnen aus deutschsprachigen Ländern:
 Lena Pressler – 17. Platz in 58,65 s

 Viktoria Willhuber – 23. Platz im Halbfinale mit 59,98 s

 Alizée Rusca – 23. Platz im Vorlauf mit 59,33 s

 Lena Wernli – 26. Platz im Vorlauf mit 59,60 s SB

 Melanie Böhm – im Vorlauf DQ TR22.6.2 (unerlaubtes Hürdenverschieben/-umstoßen)

#### 3000 m Hindernis
| Platz | Athletin              | Land | Zeit (min) |
| ----- | --------------------- | ---- | ---------- |
| 1     | Flavie Renouard       | FRA  | 09:51,02   |
| 2     | Kinga Królik          | POL  | 09:52,59   |
| 3     | Aude Clavier          | FRA  | 09:58,58   |
| 4     | Andrea Modin Engesæth | NOR  | 10:03,50   |
| 5     | Sarah Tait            | GBR  | 10:04,53   |
| 6     | Greta Karinauskaitė   | LTU  | 10:05,84   |
| 7     | Paula Schneiders      | GER  | 10:11,67   |
| 8     | Elise Thorner         | GBR  | 10:12,41   |

Finale: 10. Juli, 16:40 Uhr
Weitere Teilnehmerinnen aus deutschsprachigen Ländern:
 Sibylle Häring – 9. Platz in 10:16,94 min

 Lisa Vogelsang – 17. Platz in 10:15,04 min

 Lotte Seiler – 21. Platz in 10:24,52 min PB

 Katharina Pesendorfer – 31. Platz in 10:44,81 min

#### 4 × 100 m Staffel
| Platz | Land                   | Athletinnen                                                          | Zeit (s) |
| ----- | ---------------------- | -------------------------------------------------------------------- | -------- |
| 1     | Deutschland            | Lilly Kaden Keshia Kwadwo Sophia Junk Talea Prepens                  | 43,05 CR |
| 2     | Spanien                | Aitana Rodrigo Jaël Bestué Eva Santidrián Carmen Marco               | 43,74    |
| 3     | Frankreich             | Marie-Ange Rimlinger Sacha Alessandrini Wided Atatou Mallory Leconte | 44,15    |
| 4     | Polen                  | Adriana Gąsior Paulina Guzowska Alicja Struzik Magdalena Stefanowicz | 44,22    |
| –     | Irland                 | Molly Scott Aoife Lynch Lauren Roy Gina Akpe-Moses                   | DNF      |
| –     | Schweden               | Julia Wennersten Wilma Rosenquist Filippa Sivnert Julia Henriksson   | DNF      |
| –     | Vereinigtes Königreich | Ellie Booker Alisha Rees Georgina Adam Kristal Awuah                 | DNF      |
| –     | Italien                | Aurora Berton Giorgia Bellinazzi Chiara Melon Zaynab Dosso           | DSQ (*)  |

Finale: 11. Juli, 19:00 Uhr
Schon in den Vorläufen hatte die  deutsche Staffel mit 43,24 s einen Meisterschaftsrekord aufgestellt, nachdem die  britischen Läuferinnen zuvor mit einer europäischen U23-Jahresbestleistung von 43,62 s aufgewartet hatten. Die  irische,  spanische und  italienische Staffel waren U23-Landesrekord gelaufen.
Die Staffeln aus der  Schweiz und aus  Österreich konnten sich nicht für das Finale qualifizieren.

#### 4 × 400 m Staffel
| Platz | Land                   | Athletinnen                                                                                      | Zeit (min)    |
| ----- | ---------------------- | ------------------------------------------------------------------------------------------------ | ------------- |
| 1     | Tschechien             | Lada Vondrová Nikoleta Jíchová Barbora Veselá Barbora Malíková                                   | 3:30,11 EU23L |
| 2     | Frankreich             | Sokhna Lacoste Louise Maraval Camille Séri Shana Grebo                                           | 3:30,33 NU23R |
| 3     | Polen                  | Natalia Wosztyl Aleksandra Formella Karolina Łozowska Kinga Gacka im Vorlauf außerdem: Anna Gryc | 3:30,38       |
| 4     | Deutschland            | Brenda Cataria-Byll Lisa Sophie Hartmann Luna Thiel Mona Mayer                                   | 3:30,72       |
| 5     | Vereinigtes Königreich | Hannah Kelly Zoe Pollock Holly Mills Isabelle Boffey                                             | 3:33,06       |
| 6     | Italien                | Alessandra Bonora Eloisa Coiro Anna Polinari Samantha Zago                                       | 3:33,52       |
| 7     | Spanien                | Angela García Andrea Jiménez Carla García Sara Gallego                                           | 3:33,54 NU23R |
| 8     | Schweiz                | Silke Lemmens Veronica Vancardo Giulia Senn Yasmin Giger                                         | 3:34,14 NU23R |

Finale: 11. Juli, 19:45 Uhr
In den Vorläufen hatte zunächst die  deutsche Staffel mit 3:34,77 min eine europäische U23-Jahresbestleistung aufgestellt, die dann von den  polnischen Läuferinnen auf 3:34,07 min verbessert worden war. Die  spanische und die  Schweizer Staffel erzielten bereits in den Vorläufen U23-Landesrekorde als auch die  slowakischen Läuferinnen.

#### 20 km Gehen
| Platz | Athletin        | Land | Zeit (h)   |
| ----- | --------------- | ---- | ---------- |
| 1     | Meryem Bekmez   | TUR  | 1:33:08    |
| 2     | Pauline Stey    | FRA  | 1:34:47 PB |
| 3     | Antía Chamosa   | ESP  | 1:35:04 PB |
| 4     | Camille Moutard | FRA  | 1:36:34    |
| 5     | Ayşe Tekdal     | TUR  | 1:37:43    |
| 6     | Evin Demir      | TUR  | 1:39:10    |
| 7     | Olga Fiaska     | GRC  | 1:39:41    |
| 8     | Sara Buglisi    | ITA  | 1:43:09    |

9. Juli, 19:00 Uhr

#### Hochsprung
| Platz | Athletin              | Land | Höhe (m) |
| ----- | --------------------- | ---- | -------- |
| 1     | Jaroslawa Mahutschich | UKR  | 2,00 CR  |
| 2     | Maja Nilsson          | SWE  | 1,89     |
| 3     | Lia Apostolovski      | SVN  | 1,89 =SB |
| 4     | Karyna Dsjamidsik     | BLR  | 1,89     |
| 5     | Zita Goossens         | BEL  | 1,85     |
| 5     | Wiktoria Miąso        | POL  | 1,85 =PB |
| 7     | Lea Halmans           | GER  | 1,85     |
| 8     | Bianca Stichling      | GER  | 1,80     |

Finale: 10. Juli, 18:40 Uhr

#### Stabhochsprung
| Platz | Athletin              | Land | Höhe (m) |
| ----- | --------------------- | ---- | -------- |
| 1     | Amálie Švábíková      | CZE  | 4,50 SB  |
| 2     | Molly Caudery         | GBR  | 4,45 =SB |
| 3     | Lisa Gunnarsson       | SWE  | 4,40     |
| 4     | Margot Chevrier       | FRA  | 4,35     |
| 5     | Hanga Klekner         | HUN  | 4,25 =SB |
| 6     | Saga Andersson        | FIN  | 4,25     |
| 7     | Elina Giallurachis    | FRA  | 4,25     |
| 8     | Andrina Hodel         | SUI  | 4,15     |
| 8     | Leni Freyja Wildgrube | GER  | 4,15     |

Finale: 11. Juli, 16:29 Uhr
Weitere Teilnehmerinnen aus deutschsprachigen Ländern:
 Anne Berger – 19. Platz mit 4,05 m

 Ella Buchner – in der Qualifikation NM

#### Weitsprung
| Platz | Athletin          | Land | Weite (m)  |
| ----- | ----------------- | ---- | ---------- |
| 1     | Petra Farkas      | HUN  | 6,73 EU23L |
| 2     | Merle Homeier     | GER  | 6,69 PB    |
| 3     | Lucy Hadaway      | GBR  | 6,63 PB    |
| 4     | Maëlly Dalmat     | FRA  | 6,61 PB    |
| 5     | Lea-Sophie Klik   | GER  | 6,56 w     |
| 6     | Lishanna Ilves    | EST  | 6,42       |
| 7     | Ingeborg Grünwald | AUT  | 6,38 w     |
| 8     | Klara Barnjak     | CRO  | 6,27 w     |

Finale: 11. Juli, 16:20 Uhr
Weitere Teilnehmerin aus deutschsprachigen Ländern:
 Gaëlle Maonzambi – 14. Platz mit 6,21 m

#### Dreisprung
| Platz | Athletin          | Land | Weite (m) |
| ----- | ----------------- | ---- | --------- |
| 1     | Tuğba Danışmaz    | TUR  | 14,09 NR  |
| 2     | Spyridoula Karydi | GRC  | 13,95     |
| 3     | Rūta Kate Lasmane | LAT  | 13,75     |
| 4     | Eva Pepelnak      | SVN  | 13,69 SB  |
| 5     | Caroline Joyeux   | GER  | 13,36     |
| 6     | Diana Ion         | ROU  | 13,27     |
| 7     | Kira Wittmann     | GER  | 13,19     |
| 8     | Natalia Mach      | POL  | 13,15     |

Finale: 9. Juli, 16:00 Uhr
Weitere Teilnehmerin aus deutschsprachigen Ländern:
 Imke Daalmann – 14. Platz mit 13,08 m

#### Kugelstoßen
| Platz | Athletin             | Land | Weite (m) |
| ----- | -------------------- | ---- | --------- |
| 1     | Jessica Schilder     | NED  | 18,11     |
| 2     | Lea Riedel           | GER  | 17,86 PB  |
| 3     | Axelina Johansson    | SWE  | 17,85     |
| 4     | Jorinde van Klinken  | NED  | 16,91     |
| 5     | Amanda Ngandu-Ntumba | FRA  | 16,07     |
| 6     | Thea Jensen          | DEN  | 15,97     |
| 7     | Selina Dantzler      | GER  | 15,88     |
| 8     | Hanna Meinikmann     | GER  | 15,87     |

Finale: 10. Juli, 16:05 Uhr
Weitere Teilnehmerin aus deutschsprachigen Ländern:
 Miryam Mazenauer – 12. Platz mit 14,41 m

#### Diskuswurf
| Platz | Athletin             | Land | Weite (m) |
| ----- | -------------------- | ---- | --------- |
| 1     | Jorinde van Klinken  | NED  | 63,02     |
| 2     | Helena Leveelahti    | FIN  | 57,09 PB  |
| 3     | Amanda Ngandu-Ntumba | FRA  | 56,24     |
| 4     | Caisa-Marie Lindfors | SWE  | 55,48     |
| 5     | Marija Tolj          | CRO  | 53,62     |
| 6     | Antonia Kinzel       | GER  | 52,49     |
| 7     | Ulada Schawarankawa  | BLR  | 51,40     |
| 8     | Janneke Pluimes      | NED  | 50,80     |

Finale: 9. Juli, 19:35 Uhr
Weitere Teilnehmerinnen aus deutschsprachigen Ländern:
 Leia Braunagel – 13. Platz mit 50,70 m

 Lea Bostjancic – 17. Platz mit 48,22 m

 Michelle Santer – 18. Platz mit 47,75 m

 Chiara Baumann – 28. Platz mit 42,06 m

#### Hammerwurf
| Platz | Athletin              | Land | Weite (m) |
| ----- | --------------------- | ---- | --------- |
| 1     | Samantha Borutta      | GER  | 68,80     |
| 2     | Katrine Koch Jacobsen | DEN  | 66,81     |
| 3     | Kiira Väänänen        | FIN  | 65,98 PB  |
| 4     | Anna Purchase         | GBR  | 65,11     |
| 5     | Tara Simpson-Sullivan | GBR  | 64,84     |
| 6     | Sara Forssell         | SWE  | 64,69 PB  |
| 7     | Ewa Różańska          | POL  | 64,25     |
| 8     | Cecilia Desideri      | ITA  | 64,12     |

Finale: 10. Juli, 17:40 Uhr

#### Speerwurf
| Platz | Athletin              | Land | Weite (m) |
| ----- | --------------------- | ---- | --------- |
| 1     | Aljaksandra Konschyna | BLR  | 59,14 PB  |
| 2     | Münevver Hancı        | TUR  | 57,37     |
| 3     | Jöna Aigouy           | FRA  | 55,82     |
| 4     | Hanna Kalinouskaja    | BLR  | 53,91     |
| 5     | Rebekah Walton        | GBR  | 53,46     |
| 6     | Patricia Madl         | AUT  | 53,32     |
| 7     | Julia Ulbricht        | GER  | 53,27     |
| 8     | Julia Valtanen        | FIN  | 52,92     |

Finale: 11. Juli, 12:50 Uhr

#### Siebenkampf
| Platz | Athletin           | Land | Punkte  |
| ----- | ------------------ | ---- | ------- |
| 1     | Adrianna Sułek     | POL  | 6305    |
| 2     | Claudia Conte      | ESP  | 6186 PB |
| 3     | Holly Mills        | GBR  | 6095    |
| 4     | Sarah Lagger       | AUT  | 6040    |
| 5     | Kristīne Blaževiča | LAT  | 6007 PB |
| 6     | Jade O’Dowda       | GBR  | 6002    |
| 7     | Julia Słocka       | POL  | 5798    |
| 8     | Louise Maraval     | FRA  | 5725    |

8./9. Juli
Weitere Teilnehmerinnen aus deutschsprachigen Ländern:
 Sandra Röthlin – 11. Platz mit 5.622 Punkten

 Lydia Boll – 15. Platz mit 5.112 Punkten

### Männer

#### 100 m
| Platz | Athlet          | Land | Zeit (s) |
| ----- | --------------- | ---- | -------- |
| 1     | Jeremiah Azu    | GBR  | 10,25    |
| 2     | Henrik Larsson  | SWE  | 10,36    |
| 3     | Arnau Monné     | ESP  | 10,41    |
| 4     | Sergio López    | ESP  | 10,42    |
| 5     | Yannick Wolf    | GER  | 10,42    |
| 6     | Joshua Hartmann | GER  | 10,52    |
| 7     | Brandon Mingeli | GBR  | 10,55    |
| –     | Riku Illukka    | FIN  | DNS      |

Finale: 9. Juli, 20:30 Uhr
Wind: −0,3 m/s
Weiterer Teilnehmer aus deutschsprachigen Ländern:
 Bradley Lestrade – 17. Platz in 10,54 s

#### 200 m
| Platz | Athlet           | Land | Zeit (s)    |
| ----- | ---------------- | ---- | ----------- |
| 1     | William Reais    | SUI  | 20,47 EU23L |
| 2     | Jesús Gómez      | ESP  | 20,60 PB    |
| 3     | Pol Retamal      | ESP  | 20,76       |
| 4     | Samuel Purola    | FIN  | 20,81       |
| 5     | Onyema Adigida   | NED  | 20,84       |
| 6     | Shemar Boldizsar | GBR  | 20,84       |
| 7     | Łukasz Żok       | POL  | 20,95       |
| 8     | Damian Trzaska   | POL  | 21,09       |

Finale: 10. Juli, 20:55 Uhr
Wind: +0,3 m/s
Weiterer Teilnehmer aus deutschsprachigen Ländern:
 Bradley Lestrade – 26. Platz in 21,69 s

#### 400 m
| Platz | Athlet              | Land | Zeit (s)    |
| ----- | ------------------- | ---- | ----------- |
| 1     | Ricky Petrucciani   | SUI  | 45,02 CR PB |
| 2     | Jonathan Sacoor     | BEL  | 45,17 SB    |
| 3     | Edoardo Scotti      | ITA  | 45,68 SB    |
| 4     | Oleksandr Pohorilko | UKR  | 45,87 PB    |
| 5     | Mihai Dringo        | ROU  | 45,93 PB    |
| 6     | Ludovic Ouceni      | FRA  | 45,93 PB    |
| 7     | Bernat Erta         | ESP  | 46,01       |
| 8     | Mihai Pîslaru       | ROU  | 46,67       |

Finale: 10. Juli, 18:30 Uhr
Weitere Teilnehmer aus deutschsprachigen Ländern:
 Lionel Spitz – 16. Platz in 46,90 s

 Filippo Moggi – 30. Platz in 48,02 s

#### 800 m
| Platz | Athlet           | Land | Zeit (min) |
| ----- | ---------------- | ---- | ---------- |
| 1     | Simone Barontini | ITA  | 1:46,20    |
| 2     | Eliott Crestan   | BEL  | 1:46,32    |
| 3     | Thomas Randolph  | GBR  | 1:46,41 PB |
| 4     | Ben Pattison     | GBR  | 1:46,48    |
| 5     | Djoao Lobles     | NED  | 1:46,48    |
| 6     | Finley McLear    | GBR  | 1:47,52    |
| 7     | Pieter Sisk      | BEL  | 1:47,99    |
| 8     | Jan Vukovič      | SVN  | 1:48,26    |

Finale: 11. Juli, 17:30 Uhr
Weitere Teilnehmer aus deutschsprachigen Ländern:
 Robin Oester – 19. Platz in 1:50,50 min

 Oskar Schwarzer – 26. Platz in 2:28,11 min

#### 1500 m
| Platz | Athlet          | Land | Zeit (min) |
| ----- | --------------- | ---- | ---------- |
| 1     | Ruben Verheyden | BEL  | 3:40,03    |
| 2     | Mario García    | ESP  | 3:40,11    |
| 3     | Isaac Nader     | POR  | 3:40,58    |
| 4     | Elzan Bibić     | SRB  | 3:40,91 SB |
| 5     | George Mills    | GBR  | 3:40,91    |
| 6     | Nesim Amsellek  | ITA  | 3:40,94    |
| 7     | Thomas Vanoppen | BEL  | 3:41,06    |
| 8     | Joshua Lay      | GBR  | 3:41,29    |

Finale: 10. Juli, 17:20 Uhr
Weitere Teilnehmer aus deutschsprachigen Ländern:
 Ruben Querinjean – 17. Platz in 3:46,31 min

 Julien Stalhandske – 20. Platz in 3:46,75 min

 Sven Wagner – 28. Platz in 3:52,60 min

#### 5000 m
| Platz | Athlet            | Land | Zeit (min)  |
| ----- | ----------------- | ---- | ----------- |
| 1     | Mohamed Mohumed   | GER  | 13:38,69    |
| 2     | Aarón Las Heras   | ESP  | 13:43,14    |
| 3     | Baldvin Magnússon | ISL  | 13:45,00 NR |
| 4     | Thomas Mortimer   | GBR  | 13:48,67    |
| 5     | Florian Le Pallec | FRA  | 13:56,74    |
| 6     | Magnus Tuv Myhre  | NOR  | 13:59,56    |
| 7     | Simen Halle       | NOR  | 13:59,99    |
| 8 (*) | Francesco Guerra  | ITA  | 14:02,63 PB |

Finale: 11. Juli, 17:55 Uhr
Weiterer Teilnehmer aus deutschsprachigen Ländern:
 Elias Schreml – 26. Platz in 14:53,59 min

#### 10.000 m
| Platz | Athlet             | Land | Zeit (min)  |
| ----- | ------------------ | ---- | ----------- |
| 1     | Eduardo Menacho    | ESP  | 29:14,92 PB |
| 2     | Florian Le Pallec  | FRA  | 29:23,82    |
| 3     | Valentin Gondouin  | FRA  | 29:24,40    |
| 4     | Pasquale Selvarolo | ITA  | 29:25,56    |
| 5     | Luuk Maas          | NED  | 29:29,02    |
| 6     | Luca Ursano        | ITA  | 29:32,39 PB |
| 7     | Wadym Lonskij      | UKR  | 29:37,24 PB |
| 8     | Pierre Bordeau     | FRA  | 29:38,39    |

8. Juli, 18:50 Uhr

#### 110 m Hürden
| Platz | Athlet             | Land | Zeit (s) |
| ----- | ------------------ | ---- | -------- |
| 1     | Asier Martínez     | ESP  | 13,34    |
| 2     | Michael Obasuyi    | BEL  | 13,40    |
| 3     | Enrique Llopis     | ESP  | 13,44    |
| 4     | Tade Ojora         | GBR  | 13,45    |
| 5     | Just Kwaou-Mathey  | FRA  | 13,59    |
| 6     | Joshua Zeller      | GBR  | 13,76    |
| 7     | Filip Jakob Demšar | SVN  | 13,81    |
| 8     | Léo El Achkar      | FRA  | 13,92    |

Finale: 10. Juli, 18:00 Uhr
Wind: −1,6 m/s
Weitere Teilnehmer aus deutschsprachigen Ländern:
 Nick Rüegg – 17. Platz in 14,33 s

 Stefan Volzer – bis ins Halbfinale, dort aber nicht am Start

 Jan Mitsche – 25. Platz in 14,42 s PB

 Micha Rutschmann – 29. Platz in 14,64 s

#### 400 m Hürden
| Platz | Athlet             | Land | Zeit (s)       |
| ----- | ------------------ | ---- | -------------- |
| 1     | Alessandro Sibilio | ITA  | 48,42 EU23L PB |
| 2     | Emil Agyekum       | GER  | 48,96 PB       |
| 3     | Ramsey Angela      | NED  | 49,07 PB       |
| 4     | Alex Knibbs        | GBR  | 49,37 PB       |
| 5     | Julien Bonvin      | SUI  | 49,56 PB       |
| 6     | Alastair Chalmers  | GBR  | 49,84 SB       |
| 7     | Matej Baluch       | SVK  | 51,17          |
| 8     | Jesús Delgado      | ESP  | 52,86          |

Finale: 10. Juli, 16:10 Uhr
Weitere Teilnehmer aus deutschsprachigen Ländern:
 Sales Inglin – bis ins Halbfinale, dort aber disqualifiziert nach TR22.6.3 (unerlaubtes Hürdenverschieben/-umstoßen)

 Nahom Yirga – 23. Platz in 52,20 s

 Leo Köhldorfer – 27. Platz in 52,72 s

#### 3000 m Hindernis
| Platz | Athlet              | Land | Zeit (min) |
| ----- | ------------------- | ---- | ---------- |
| 1     | István Palkovits    | HUN  | 8:34,05    |
| 2     | Etson Barros        | POR  | 8:38,00 PB |
| 3     | Nahuel Carabaña     | AND  | 8:39,17    |
| 4     | Eemil Helander      | FIN  | 8:39,75 PB |
| 5     | Alejandro Quijada   | ESP  | 8:44,48    |
| 6     | Rayan Vanderpoorten | BEL  | 8:44,93 PB |
| 7     | Baptiste Guyon      | FRA  | 8:45,78    |
| 8     | Leon Berthold       | SUI  | 8:46,62    |

Finale: 11. Juli, 16:45 Uhr
Weitere Teilnehmer aus deutschsprachigen Ländern:
 Nick Jäger – 13. Platz in 8:50,77 min

 Velten Schneider – 21. Platz in 8:54,17 min

 Loris Pellaz – 24. Platz in 9:08,42 min

#### 4 × 100 m Staffel
| Platz | Land                   | Athleten                                                           | Zeit (s)       |
| ----- | ---------------------- | ------------------------------------------------------------------ | -------------- |
| 1     | Deutschland            | Yannick Wolf Luis Brandner Milo Skupin-Alfa Joshua Hartmann        | 38,70 CR EU23R |
| 2     | Spanien                | Arnau Monné Pol Retamal Jesús Gómez Sergio López                   | 39,00          |
| 3     | Ukraine                | Erik Kostryzja Andrij Wassyljew Kyrylo Prychodko Wassyl Makuch     | 39,45          |
| 4     | Polen                  | Damian Trzaska Łukasz Żok Patryk Wykrota Artur Łęczycki            | 39,67          |
| 5     | Rumänien               | Robert Bîrsă Marius Țone Alin Anton Cristian Roiban                | 40,15          |
| 6     | Lettland               | Aleksandrs Kucs Roberts Jānis Zālītis Oskars Grava Iļja Petrušenko | 40,18 NU23R    |
| –     | Tschechien             | Stanislav Jíra Jan Trafina Tomáš Němejc Štěpán Hampl               | DNF            |
| –     | Vereinigtes Königreich | Dominic Ashwell Jeremiah Azu James Hanson Brandon Mingeli          | DNF            |

Finale: 11. Juli, 19:15 Uhr
Schon im Vorlauf hatte die  deutsche Staffel mit 39,03 s eine europäische U23-Jahresbestleistung aufgestellt und die  lettischen Läufer bereits einen U23-Landesrekord.

#### 4 × 400 m Staffel
| Platz | Land                   | Athleten                                                            | Zeit (min)    |
| ----- | ---------------------- | ------------------------------------------------------------------- | ------------- |
| 1     | Frankreich             | El-Mir Reale Téo Andant David Sombe Ludovic Oucéni                  | 3:05,01 EU23L |
| 2     | Italien                | Alessandro Moscardi Edoardo Scotti Riccardo Meli Alessandro Sibilio | 3:06,07       |
| 3     | Deutschland            | Johannes Nortmeyer Kevin Joite Ben Zapka Emil Agyekum               | 3:06,42       |
| 4     | Türkei                 | Oğuzhan Kaya Kubilay Ençü Akın Özyürek İlyas Çanakçı                | 3:06,57 NU23R |
| 5     | Slowenien              | Jure Grkman Gregor Grahovac Lovro Mesec Košir Jan Vukovič           | 3:07,22       |
| 6     | Vereinigtes Königreich | Lewis Davey Alex Haydock-Wilson Aidan Leeson Alastair Chalmers      | 3:09,28       |
| –     | Schweiz                | Julien Bonvin Ricky Petrucciani Filippo Moggi Lionel Spitz          | DNF           |
| –     | Niederlande            | Pim van Bakel Netanel Dorothea Djoao Lobles Ramsey Angela           | DQ (*)        |

Finale: 14. Juli, 20:00 Uhr
Bereits in den Vorläufen stellte zunächst die  Schweizer Staffel mit 3:06,13 min eine europäische U23-Jahresbestleistung auf, die dann von den  Briten auf 3:05,42 min verbessert worden war. Die  türkische Staffel war schon im Vorlauf U23-Landesrekord gelaufen, ebenso die  Slowenen.

#### 20 km Gehen
| Platz | Athlet            | Land | Zeit (h) |
| ----- | ----------------- | ---- | -------- |
| 1     | José Manuel Pérez | ESP  | 1:25:06  |
| 2     | David Kenny       | IRL  | 1:25:50  |
| 3     | Andrea Cosi       | ITA  | 1:26:05  |
| 4     | Riccardo Orsoni   | ITA  | 1:27:23  |
| 5     | Pedro Conesa      | ESP  | 1:31:37  |
| 6     | Abdulselam İmük   | TUR  | 1:32:26  |
| 7     | Selman İlhan      | TUR  | 1:36:46  |
| 8     | Joni Hava         | FIN  | 1:36:58  |

9. Juli, 16:30 Uhr

#### Hochsprung
| Platz | Athlet             | Land | Höhe (m) |
| ----- | ------------------ | ---- | -------- |
| 1     | Jan Štefela        | CZE  | 2,20 PB  |
| 2     | Nathan Ismar       | FRA  | 2,17     |
| 2     | Manuel Lando       | ITA  | 2,17 PB  |
| 4     | Joel Khan          | GBR  | 2,17     |
| 5     | Oleh Doroschtschuk | UKR  | 2,14     |
| 5     | Florian Hornig     | GER  | 2,14     |
| 5     | Wladyslaw Lawskyj  | UKR  | 2,14     |
| 8     | Slavko Stević      | SRB  | 2,14     |

Finale: 11. Juli, 17:35 Uhr

#### Stabhochsprung
| Platz | Athlet                | Land | Höhe (m) |
| ----- | --------------------- | ---- | -------- |
| 1     | Ethan Cormont         | FRA  | 5,80 =PB |
| 2     | Emmanouil Karalis     | GRC  | 5,65     |
| 3     | Sondre Guttormsen     | NOR  | 5,60     |
| 3     | Ersu Şaşma            | TUR  | 5,60     |
| 5     | Pål Haugen Lillefosse | NOR  | 5,60 =SB |
| 6     | Thibaut Collet        | FRA  | 5,50     |
| 7     | Eerik Haamer          | EST  | 5,50     |
| 8     | Alex Gracia           | ESP  | 5,40     |

Finale: 10. Juli, 18:10 Uhr
Weitere Teilnehmer aus deutschsprachigen Ländern:
 Riccardo Klotz – 11. Platz mit 5,00 m

 Felix Eichenberger – 15. Platz mit 4,90 m

#### Weitsprung
| Platz | Athlet          | Land | Weite (m)   |
| ----- | --------------- | ---- | ----------- |
| 1     | Simon Ehammer   | SUI  | 8,10 SB     |
| 2     | Henrik Flåtnes  | NOR  | 7,95 =NU23R |
| 3     | Boris Linkow    | BUL  | 7,84 PB     |
| 4     | Jules Pommery   | FRA  | 7,71        |
| 5     | Jaime Guerra    | ESP  | 7,70        |
| 6     | Piotr Tarkowski | POL  | 7,57        |
| 7     | Marko Vlahović  | SRB  | 7,49        |
| 8     | Hüseyin Ocak    | TUR  | 7,37        |

Finale: 9. Juli, 18:35 Uhr

#### Dreisprung
| Platz | Athlet             | Land | Weite (m) |
| ----- | ------------------ | ---- | --------- |
| 1     | Andrea Dallavalle  | ITA  | 17,05     |
| 2     | Enzo Hodebar       | FRA  | 16,99 PB  |
| 3     | Thomas Gogois      | FRA  | 16,65     |
| 4     | Jonathan Seremes   | FRA  | 16,21 SB  |
| 5     | Andreas Pantazis   | GRC  | 16,12 w   |
| 6     | Simone Biasutti    | ITA  | 16,00     |
| 7     | Maksym Wanjaikin   | UKR  | 15,82     |
| 8     | Sjarhej Dsjambizki | BLR  | 15,74 w   |

Finale: 11. Juli, 11:00 Uhr

#### Kugelstoßen
| Platz | Athlet              | Land | Weite (m) |
| ----- | ------------------- | ---- | --------- |
| 1     | Dsmitryj Karpuk     | BLR  | 20,33     |
| 2     | Alperen Karahan     | TUR  | 19,75     |
| 3     | Odysseas Mouzenidis | GRC  | 19,41     |
| 4     | Aleh Tamaschewitsch | BLR  | 19,29     |
| 5     | Eric Maihöfer       | GER  | 19,27     |
| 6     | Riccardo Ferrara    | ITA  | 18,97     |
| 7     | Arttu Korkeasalo    | FIN  | 18,93 =PB |
| 8     | Piotr Goździewicz   | POL  | 18,32     |

Finale: 8. Juli, 19:30 Uhr
Weitere Teilnehmer aus deutschsprachigen Ländern:

 Valentin Moll – 9. Platz mit 18,17 m

#### Diskuswurf
| Platz | Athlet           | Land | Weite (m) |
| ----- | ---------------- | ---- | --------- |
| 1     | Kristjan Čeh     | SVN  | 67,48 CR  |
| 2     | Jauhen Bahuzki   | BLR  | 61,21     |
| 3     | Yasiel Sotero    | ESP  | 58,07     |
| 4     | Korbinian Häßler | GER  | 57,95     |
| 5     | Emanuel Sousa    | POR  | 57,72     |
| 6     | Enrico Saccomano | ITA  | 57,36     |
| 7     | Martynas Alekna  | LTU  | 57,25     |
| 8     | Michal Forejt    | CZE  | 56,30     |

Finale: 10. Juli, 19:35 Uhr

#### Hammerwurf
| Platz | Athlet                 | Land | Weite (m) |
| ----- | ---------------------- | ---- | --------- |
| 1     | Mychajlo Kochan        | UKR  | 77,88     |
| 2     | Christos Frantzeskakis | GRE  | 75,23     |
| 3     | Ragnar Carlsson        | SWE  | 73,85     |
| 4     | Mychajlo Hawryljuk     | UKR  | 73,18     |
| 5     | Giorgio Olivieri       | ITA  | 71,95     |
| 6     | Hugo Tavernier         | FRA  | 71,51     |
| 7     | Gábor Czeller          | HUN  | 67,84     |
| 8     | Mihăiță Micu           | ROU  | 67,43     |

Finale: 9. Juli, 17:50 Uhr

#### Speerwurf
| Platz | Athlet               | Land | Weite (m)   |
| ----- | -------------------- | ---- | ----------- |
| 1     | Topias Laine         | FIN  | 81,67 EU23L |
| 2     | Leandro Ramos        | POR  | 80,61       |
| 3     | Teura’itera’i Tupaia | FRA  | 78,80       |
| 4     | Dimitris Tsitsos     | GRE  | 78,22 PB    |
| 5     | Dawid Wegner         | POL  | 77,17 SB    |
| 6     | Teemu Narvi          | FIN  | 75,27       |
| 7     | Simon Wieland        | SUI  | 74,75       |
| 8     | Máté Járvás          | HUN  | 72,30       |

Finale: 11. Juli, 18:37 Uhr
Weitere Teilnehmer aus deutschsprachigen Ländern:
 Maurice Voigt – 17. Platz mit 69,16 m

 Franck Di Sanza – 20. Platz mit 67,13 m

#### Zehnkampf
| Platz | Athlet             | Land | Punkte     |
| ----- | ------------------ | ---- | ---------- |
| 1     | Andreas Bechmann   | GER  | 8142 EU23L |
| 2     | Sven Roosen        | NED  | 8056 PB    |
| 3     | Markus Rooth       | NOR  | 7967 NU23R |
| 4     | Dario Dester       | ITA  | 7936 NU23R |
| 5     | Baptiste Thiery    | FRA  | 7915 PB    |
| 6     | Fran Bonifačić     | CRO  | 7760 NR    |
| 7     | Edgaras Benkunskas | LTU  | 7773 PB    |
| 8     | Sven Jansons       | NED  | 7705       |

10./11. Juli
Weitere Teilnehmer aus deutschsprachigen Ländern:
 Nils Laserich – 9. Platz mit 7.691 Punkten PB

 Finley Gaio – 11. Platz mit 7.505 Punkten

 Fabian Amherd – 16. Platz mit 7.297 Punkten

## Medaillenspiegel
Die Platzierungen sind in der Grundeinstellung nach der Anzahl der gewonnenen Goldmedaillen sortiert, gefolgt von der Anzahl der Silber- und Bronzemedaillen (lexikographische Ordnung). Weisen zwei oder mehr Länder eine identische Medaillenbilanz auf, werden sie alphabetisch geordnet auf dem gleichen Rang geführt. Die Sortierung kann nach Belieben geändert werden.
| Medaillenspiegel (Endstand nach 44 Entscheidungen) | Medaillenspiegel (Endstand nach 44 Entscheidungen) | Medaillenspiegel (Endstand nach 44 Entscheidungen) | Medaillenspiegel (Endstand nach 44 Entscheidungen) | Medaillenspiegel (Endstand nach 44 Entscheidungen) | Medaillenspiegel (Endstand nach 44 Entscheidungen) |
| Platz                                              | Nation                                             | Gold                                               | Silber                                             | Bronze                                             | Gesamt                                             |
| -------------------------------------------------- | -------------------------------------------------- | -------------------------------------------------- | -------------------------------------------------- | -------------------------------------------------- | -------------------------------------------------- |
| 01                                                 | Italien                                            | 6                                                  | 5                                                  | 2                                                  | 13                                                 |
| 02                                                 | Deutschland                                        | 6                                                  | 4                                                  | 2                                                  | 12                                                 |
| 03                                                 | Tschechien                                         | 4                                                  | 1                                                  | 0                                                  | 5                                                  |
| 04                                                 | Spanien                                            | 3                                                  | 7                                                  | 5                                                  | 15                                                 |
| 05                                                 | Frankreich                                         | 3                                                  | 6                                                  | 8                                                  | 17                                                 |
| 06                                                 | Niederlande                                        | 3                                                  | 1                                                  | 2                                                  | 6                                                  |
| 07                                                 | Schweiz                                            | 3                                                  | 0                                                  | 2                                                  | 5                                                  |
| 08                                                 | Türkei                                             | 2                                                  | 2                                                  | 1                                                  | 5                                                  |
| 09                                                 | Großbritannien                                     | 2                                                  | 1                                                  | 5                                                  | 8                                                  |
| 10                                                 | Polen                                              | 2                                                  | 1                                                  | 2                                                  | 5                                                  |
| 11                                                 | Belarus                                            | 2                                                  | 1                                                  | 0                                                  | 3                                                  |
| 12                                                 | Ukraine                                            | 2                                                  | 0                                                  | 1                                                  | 3                                                  |
| 13                                                 | Ungarn                                             | 2                                                  | 0                                                  | 0                                                  | 2                                                  |
| 14                                                 | Belgien                                            | 1                                                  | 4                                                  | 0                                                  | 5                                                  |
| 15                                                 | Finnland                                           | 1                                                  | 1                                                  | 1                                                  | 3                                                  |
| 15                                                 | Slowenien                                          | 1                                                  | 1                                                  | 1                                                  | 3                                                  |
| 17                                                 | Slowakei                                           | 1                                                  | 0                                                  | 0                                                  | 1                                                  |
| 18                                                 | Griechenland                                       | 0                                                  | 3                                                  | 1                                                  | 4                                                  |
| 19                                                 | Schweden                                           | 0                                                  | 2                                                  | 4                                                  | 6                                                  |
| 20                                                 | Portugal                                           | 0                                                  | 2                                                  | 1                                                  | 3                                                  |
| 21                                                 | Norwegen                                           | 0                                                  | 1                                                  | 2                                                  | 3                                                  |
| 22                                                 | Dänemark                                           | 0                                                  | 1                                                  | 0                                                  | 1                                                  |
| 22                                                 | Irland                                             | 0                                                  | 1                                                  | 0                                                  | 1                                                  |
| 24                                                 | Andorra                                            | 0                                                  | 0                                                  | 1                                                  | 1                                                  |
| 24                                                 | Bulgarien                                          | 0                                                  | 0                                                  | 1                                                  | 1                                                  |
| 24                                                 | Island                                             | 0                                                  | 0                                                  | 1                                                  | 1                                                  |
| 24                                                 | Lettland                                           | 0                                                  | 0                                                  | 1                                                  | 1                                                  |
| Total                                              | Total                                              | 44                                                 | 45                                                 | 44                                                 | 133                                                |